# Eugène Jean-Baptiste Charles Lefébure
Pour les articles homonymes, voir Lefébure.
Eugène Jean-Baptiste Charles Lefébure est un homme politique français né le 15 avril 1808 au Havre (Seine-Maritime) et décédé le 31 décembre 1874 à Orbey (Haut-Rhin).

## Biographie
Propriétaire agriculteur, maire d'Orbey, conseiller général du canton de Lapoutroie, il est député du Haut-Rhin de 1852 à 1869, siégeant dans la majorité soutenant le Second Empire.

## Sources
- « Eugène Jean-Baptiste Charles Lefébure », dans Adolphe Robert et Gaston Cougny, Dictionnaire des parlementaires français, Edgar Bourloton, 1889-1891 [détail de l’édition]